# Leptogenys longiceps
Leptogenys longiceps är en myrart som beskrevs av Santschi 1914. Leptogenys longiceps ingår i släktet Leptogenys och familjen myror. Inga underarter finns listade i Catalogue of Life.